# Yves Barsacq
Yves Pierre Barsacq, född 17 juni 1931 i Paris, död 4 oktober 2015 i Albenga, Italien, var en fransk skådespelare.

## Roller i urval
- 1959 – Farliga förbindelser
- 1960 – Krigsfångarna
- 1960 – Panik
- 1965 – Rififi i Paris
- 1967 – Playtime
- 1968 – Den tatuerade legionären
- 1968 – En gangster i Paris
- 1968 – Le Pacha
- 1968 – Moralens väktare gifter sig
- 1969 – Den fantastiske Brain
- 1970 – Kalabalik på Rivieran
- 1971 – Att älska är att leva
- 1971 – Katten
- 1975 – Död och pina
- 1976 – Le Jouet
- 1978 – Den stora fabriken
- 1978 – Det var en gång – tidernas äventyr (TV-serie) (röst)
- 1979 – Dödsmärkt
- 1991–1992 – Tintin (TV-serie) (röst)
- 1999 – Apornas ö (röst)